# 世紀創作室有限公司
世紀創作室有限公司（英文：Century Creator Company Limited）於1990年代中成立，是寰宇國際控股有限公司旗下製作公司，製作有關寰宇影片發行有限公司的電影及資訊娛樂節目。製作代表電影有《嚦咕嚦咕新年財》、《半醉人間》、《擁抱每一刻花火》及《嚇死你》等。

## 製作的電影作品
以下資料以上映為標準：
| 年份 | 片名           |
| 2000 | 獸性新人類     |
| 2001 | 正將           |
| 2001 | 困獸           |
| 2002 | 黑道風雲       |
| 2002 | 賭俠2002       |
| 2002 | 怪獸學園       |
| 2002 | 非常凶姐       |
| 2002 | 奪魄勾魂       |
| 2003 | 賭俠之人定勝天 |
| 2004 | 男上女下       |
| 2005 | 擁抱每一刻花火 |
| 2006 | 打雀英雄傳     |
| 2006 | 談談情、說說性 |
| 2006 | 半醉人間       |
| 2007 | 嚦咕嚦咕對對碰 |
| 2007 | 單身部落       |
| 2008 | 嚇死你         |

## 其他連結
- 寰宇國際控股有限公司 （页面存档备份，存于）
- 寰宇鐳射錄影有限公司